# Ok Formenoij
Ocker Nicolaas „Ok” Formenoij (ur. 16 marca 1899 w Rotterdamie, zm. 14 lutego 1977 tamże) – piłkarz holenderski grający na pozycji pomocnika. W swojej karierze rozegrał 4 mecze i strzelił 4 gole w reprezentacji Holandii.

## Kariera klubowa
Swoją karierę piłkarską Formenoij rozpoczął w Feyenoordzie. W 1921 roku zadebiutował w nim i grał w nim do 1923 roku. Latem 1924 roku przeszedł do Sparty Rotterdam, w której grał do 1933 roku, czyli do końca swojej kariery.

## Kariera reprezentacyjna
W reprezentacji Holandii Formenoij zadebiutował 2 czerwca 1924 roku w wygranym 2:1 meczu igrzysk olimpijskich w Paryżu z Irlandią. W debiucie zdobył dwa gole. Od 1924 do 1931 roku rozegrał w kadrze narodowej 4 mecze i zdobył 4 bramki.